# هنري ولز (كاتب)
هنري ولز (بالإنجليزية: Henry Wells)‏ هو كاتب وضابط استخبارات أمريكي، ولد في 15 ديسمبر 1914، وتوفي في 1 أكتوبر 2007 بسبب مرض آلزهايمر.